# قائمة المدعوين لحفل زفاف وليام وكيت
هذه قائمة المدعوين لحفل وليام وكيت ميدلتون الذي اقام في 21 أبريل عام 2011.

## بيت وندسور

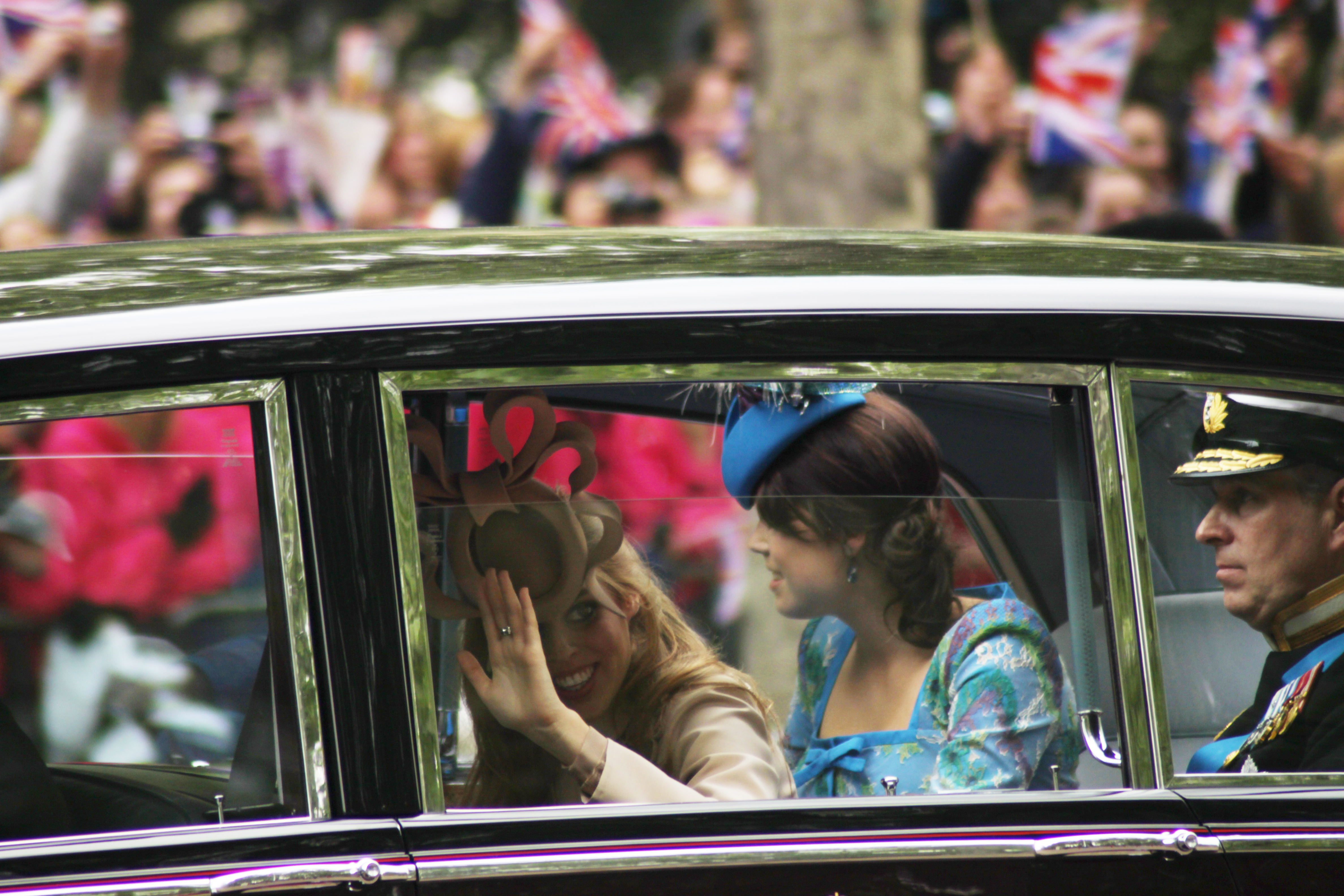
الأميرة بياترس وأوجيني يحييان الجمهور.

1. أمير ويلز ودوقة كورنوول، والد العريس وزوجة ابيه
2. هنري امير ويلز، شقيق العريس
3. الملكة ودوق ادنبره، أجداد العريس
4. الأميرة آن والسير تيموثي لورانس، عمة العريس وعمه
5. بيتر واوتم فيليبس، ابن عم العريس وزوجته
6. زارا فيليبس ومايك تيندال، ابن عم العريس وخطيبها
7. دوق يورك، عم العريس
8. بياتريس أميرة يورك، ابنة عم العريس
9. أوجيني أميرة يورك، ابنة عم العريس
10. ايرل وكونتيسة ويسيكس، عم العريس وعمته
11. جيمس، الفيكونت سيفيرن، ابن عم العريس
12. لويز سيدة وندسور، ابن عم العريس
13. الفيكونت لينلي وفيكونتيسة، ابن عم العريس، وزوجته
14. تشارلز أرمسترونج جونز، ابن عم العريس
15. مارغريتا أرمسترونغ جونز ابنة عم العريس
16. سيدة سارة تشاتو ودانيال تشاتو، ابن عم العريس، وزوجها
17. صموئيل تشاتو ابن عم العريس
18. آرثر تشاتو ابن عم العريس